# Distenia spinipennis
Distenia spinipennis là một loài bọ cánh cứng trong họ Cerambycidae.